# Acquifero non confinato

Schema acquifero

Un acquifero non confinato  o a superficie libera è un acquifero presente nel sottosuolo delimitato solo inferiormente da uno strato di roccia o di terreno impermeabile e per questo le sue caratteristiche idrodinamiche sono condizionate  solamente alla pressione atmosferica.
Questa è la condizione tipica degli acquiferi più superficiali, e di quelli da cui viene emunta l'acqua dai pozzi usando secchi, funi e carrucole.
Per la mancanza di una copertura impermeabile, questi acquiferi risultano i più sensibili ad inquinamento da parte di sostanze chimiche allo stato liquido disperse o scaricate sulla superficie topografica.